# Edward Schillebeeckx
Edward Cornelis Florentius Alfonsus Schillebeeckx, född 12 november 1914 i Antwerpen, Belgien, död 23 december 2009 i Nijmegen, Nederländerna, var en belgisk romersk-katolsk teolog. Han tillhörde dominikanorden. Schillebeeckxs böcker i ämnet teologi översattes till många språk, och hans bidrag till Andra Vatikankonciliet gjorde honom känd över hela världen.

## Biografi
Schillebeeckx erhöll sin utbildning hos jesuiter i Turnhout; 1934 inträdde han i dominikanorden. Han studerade teologi och filosofi vid Leuvens katolska universitet. 1941 blev han prästvigd, och från 1943 ägnade han sig åt att föreläsa om Thomas av Aquino och thomism i Leuven. Senare bedrev Schillebeeckx fördjupade studier vid dominikanernas Le Saulchoir i närheten av Paris. Vid Le Saulchoir kom Marie-Dominique Chenu och Yves Congar att introducera Schillebeeckx i den moderna teologin. 
År 1952 disputerade Schillebeeckx på avhandlingen De sacramentele heilseconomie, ett ämne inom sakramentsteologi. Sex år senare, 1958, installerades han som professor i dogmatisk teologi och teologisk historia vid Katolska universitetet i Nijmegen.
Från 1962 till 1965 avhölls Andra Vatikankonciliet inom Romersk-katolska kyrkan. Flera av Schillebeeckxs artiklar och inlägg kom att ha inflytande över konciliets dogmatiska konstitutioner, de dokument som delades ut till samtliga konciliefäder för debatt och godkännande. I konciliets kölvatten grundade Schillebeeckx, Chenu, Congar, Karl Rahner och Hans Küng den reformvänliga tidskriften Concilium.
Schillebeeckx publicerade flera verk om Jesus Kristus; dessa fann en vid läsekrets, men Schillebeeckxs renlärighet ifrågasattes. På uppmaning av Troskongregationen kallades Schillebeeckx till Rom för att förklara sina ståndpunkter. Kardinal Franjo Šeper och dåvarande ärkebiskop Joseph Ratzinger kritiserade Schillebeeckxs kristologi och anklagade denne för att förneka Kristi uppståndelse som ett för tron objektivt och oeftergivligt faktum.